# 平戸市立田平北小学校
平戸市立田平北小学校（ひらどしりつ たびらきたしょうがっこう、Hirado City Tabira Kita Elementary School）は、長崎県平戸市田平町小手田免にある公立小学校。略称は「北小」（きたしょう）。

## 概要
歴史
1874年（明治7年）に開校した「小手田学区尋常公立瓊水小学校」を前身とする。2009年（平成21年）に創立135周年を迎えた。
校章
桜の花を背景にしており、中央に「北小」の文字を置いている。
校歌
3番まであり、各番に校名の「北小」が登場する。
校区
中学校区は平戸市立田平中学校。

## 沿革
前史
- 1872年（明治5年） - 田平里村長寿寺跡の第七十大区区務所に習書場を開設。

正史
- 1874年（明治7年）10月11日 - 学制に基づき、「小手田学区尋常公立瓊水小学校」を開校。
- 1875年（明治8年）7月1日 - 小手田瓊川辺に校舎を移転。
- 1882年（明治15年）10月 - 「公立中等瓊水小学校」となる。
- 1887年（明治20年）3月 - 小学校令により、「尋常小手田[2]小学校」となる。
- 1892年（明治25年）5月 - 小学校令の改正により、「南田平村立小手田尋常小学校」と改称。
- 1899年（明治32年）5月1日 - 現在地に校舎を新築し、移転。
- 1919年（大正8年）4月 - 高等科を併置し、「南田平村立南田平尋常高等小学校」と改称。
- 1941年（昭和16年）4月1日 - 国民学校令により「南田平村立北国民学校」と改称。
- 1947年（昭和22年）4月1日 - 学制改革（六・三制の実施）
  - 旧・国民学校の初等科を改組し、「南田平村立北小学校」とする。
  - 旧・国民学校の高等科を改組し、「南田平村立北中学校[3]」とし、小学校に併設。
- 1954年（昭和29年）4月1日 - 田平村と南田平村の2村合併・町制施行により、「田平町立北小学校」と改称。
- 1959年（昭和34年）3月13日 - 新運動場が完成。
- 1961年（昭和36年）10月1日 - 新校旗を制定。
- 1964年（昭和39年）3月15日 - 鉄筋コンクリート造2階建て校舎が完成。（第1期）
- 1965年（昭和40年）4月 - 田平町学校給食共同調理場を設置。
- 1966年（昭和41年）3月31日 - 鉄筋コンクリート造2階建て校舎（管理・教室棟）が完成。
- 1969年（昭和44年）3月31日 - 屋内運動場、体育倉庫、運動場観覧席が完成。
- 1972年（昭和47年）7月 - プールが完成。
- 1974年（昭和49年）10月1日 - 創立100年祭行事・100周年記念植樹を開催。
- 1976年（昭和51年）9月1日 - 運動場に夜間照明灯を設置。
- 1985年（昭和60年）4月21日 - 高田勇長崎県知事より、トランペット隊旗が授与。
- 1986年（昭和61年）9月26日 - 校門から玄関前の通学路を舗装。
- 1990年（平成2年）
  - 3月31日 - 特別教室が完成。
  - 9月25日 - 運動場を改修。
  - 12月20日 - B棟と体育館の間に渡り廊下が完成。
- 1992年（平成4年）3月31日 - 運動場に鉄棒を設置。
- 1993年（平成5年）11月11日 - 北松通運の寄贈により、体育館にステージ幕を設置。
- 1994年（平成6年）10月1日 - 創立120周年を記念して、校旗新調や記念誌発行を行う。
- 1995年（平成7年）9月4日 - 運動場の照明灯を増設。
- 1997年（平成9年）8月28日 - パソコンを10台導入。
- 2002年（平成14年）2月28日 - C棟校舎が完成。
- 2003年（平成15年）
  - 2月28日 - 給食センターが完成。
  - 4月26日 - 中庭を整備。
  - 8月27日 - 中庭に遊具を設置。
- 2005年（平成17年）10月1日 - 田平町が平戸市に編入され、「平戸市立田平北小学校」（現校名）に改称。
- 2007年（平成19年）3月3日 - 雲梯を移設。
- 2010年（平成22年）
  - 1月 - 図書管理システムを導入。
  - 9月 - A棟校舎を解体。
  - 10月 - Ａ棟跡地新校舎建設に着工。
- 2011年（平成23年）9月1日  - 新校舎が完成。

## 交通アクセス
最寄りの鉄道駅
- 松浦鉄道（MR）西九州線 「平戸口駅」

最寄りのバス停
- 西肥バス 「北小学校入口」バス停

最寄りの道路
- 国道204号（唐津街道）沿い

## 周辺
- 平戸市田平町産業会館
- 平戸大橋（国道383号）